# Adirley Queirós
Adirley Queirós (Morro Agudo de Goiás, 18 de julho de 1970) é um cineasta brasileiro.

## Biografia
Adirley Queirós é o terceiro dos seis filhos de um casal de migrantes de Minas Gerais que ao final dos anos 1960 se instalou no interior de Goiás, de onde foi expulso por um latifundiário, rumando para Brasília no início dos anos 1970, época em que a nova capital era tida como um Eldorado de oportunidades. Quando a família chegou ao Distrito Federal, Adirley Queirós tinha apenas três anos, a mesma idade da recém-criada cidade-satélite de Ceilândia, para onde o casal e seus filhos se mudaram definitivamente ao serem sorteados para adquirir um lote a custos módicos. 
Adirley Queirós se tornou jogador de futebol ainda em sua adolescência, tendo atuado em clubes de segunda e terceira divisão do Distrito Federal por pouco mais de dez anos, quando uma contusão o obrigou a deixar o esporte precocemente. Desempregado e sem formação universitária, passou a dar aulas de reforço de matemática, física e química, o que o ajudou tanto a tornar-se funcionário público em um hospital quanto a ser admitido, aos 28 anos, no curso de comunicação (com ênfase em cinema) da Universidade de Brasília. Seu primeiro curta-metragem, Rap, o canto da Ceilândia, pelo qual recebeu diversos prêmios, foi seu trabalho de conclusão de curso. Seus longas-metragens A cidade é uma só? (2011) e Branco sai, preto fica (2014) também foram premiados em importantes festivais brasileiros.

## Filmografia
- 2005 - Rap, o canto da Ceilândia, 15'
- 2009 - Dias de greve, 24'
- 2010 - Fora de campo, 52'
- 2011 - A cidade é uma só?, 72'
- 2014 - Branco Sai, Preto Fica, 93'
- 2017 - Era uma Vez Brasília, 100'
- 2022 - Mato seco em chamas, 153'